# 第115独立機械化旅団 (ウクライナ陸軍)
第115独立機械化旅団（だい115どくりつきかいかりょだん、ウクライナ語: 115-та окрема механізована бригада）は、ウクライナ陸軍の旅団。第10軍団隷下。

## 概要

### ロシアのウクライナ侵攻
2022年3月1日、ロシアのウクライナ侵攻の影響に伴い、予備役部隊としてチェルカースィ州で創設された。

#### 東部・セベロドネツク戦線
2022年4月、激戦地の東部ルハーンシク州セヴェロドネツィク地区に配備され、激戦となった5月にセヴェロドネツィク市外を防御していた2個小隊が陣地を放棄して無断撤退したため、ロシア軍が市内に侵入して市街戦となり、6月に陥落した。同月にはリシチャンシクを防御したが、7月に陥落し、ロシア軍はルハーンシク州を全面占領した。

#### 東部・北ドネツク戦線
2022年7月、東部ドネツィク州クラマトルシク地区に再配置され、第24独立機械化旅団と交代でクラマトルシクを防御した。同時期にロシア国防省はバフムート地区シヴェルシク方面で部隊が壊滅したと主張した。

#### 東部・アウディーイウカ戦線
2022年9月、東部ドネツィク州ポクロウシク地区に再配置され、アウディーイウカ方面を防御した。

#### 東部・スヴァトヴェ-クレミンナ戦線
2023年9月、東部ルハーンシク州スヴァトヴェ地区に再配置され、友軍の救援でクプヤンシク方面に展開した。2024年4月に2個機械化大隊をアウディーイウカ方面に分遣し、10月には第77独立空中機動旅団の防御に手詰まったロシア軍が攻撃目標を第115旅団の陣地に変更した。

#### 東部・アウディーイウカ戦線
2024年4月、第1機械化大隊、第2機械化大隊が激戦地の東部ドネツィク州ポクロウシク地区に再配置され、第47独立機械化旅団の救援でアウディーイウカ北のオチェレティネ方面に展開した。右翼を第1大隊、第2大隊、オチェレティネ市内を第104独立領土防衛旅団隷下の第59独立領土防衛大隊、左翼を第425独立強襲大隊スカラが防御していたが、第47旅団とのローテーション時の連係ミスで陣地がもぬけの殻となった隙にロシア軍が郊外まで進出し、独自の戦車部隊、砲兵部隊未編成のオチェレティネ守備隊の戦力不足もあり、5月に陥落した。

## 編制
- 旅団司令部（ブラゴダトネ）
- 第1機械化大隊
- 第2機械化大隊
- 第3機械化大隊
- 戦車大隊
- 第44独立小銃大隊
- 旅団砲兵群
  - 本部中隊
  - 第1自走砲大隊
  - 第2自走砲大隊
  - ロケット砲大隊
  - 対戦車砲大隊
- 防空大隊

- 工兵大隊
- 整備大隊
- 兵站大隊
- 偵察中隊
- 電子戦中隊
- 通信中隊
- レーダー中隊
- NBC防護中隊
- 衛生中隊